# Brownlowia sarawhensis
Brownlowia sarawhensis är en malvaväxtart som beskrevs av Jean Baptiste Louis Pierre. Brownlowia sarawhensis ingår i släktet Brownlowia och familjen malvaväxter. Inga underarter finns listade i Catalogue of Life.